# 叔孙不敢
叔孙不敢（？—前505年），姬姓，叔孙氏第7代宗主，名不敢，谥成，又被称为叔孙成子，是叔孙婼的儿子，齐季的哥哥。昭公二十五年（前517年），鲁昭公在郈昭伯的怂恿下，讨伐季孙氏。结果昭公失败，郈昭伯被杀。叔孙婼想援救魯昭公，沒有成功，自禱其死。叔孙婼去世後，叔孙不敢继承家主之位。鲁昭公流亡到齐鲁之交的郓地和乾侯。昭公三十二年（前510年），昭公去世。次年，叔孙不敢迎葬鲁昭公，一直跟随鲁昭公的子家羁拒绝与叔孙不敢会面。前505年七月壬子，叔孙不敢去世。

## 家庭
- 父，叔孫昭子叔孫婼，叔孙氏6代宗主
- 弟，叔孙齐季。

- 子，叔孫州仇